# Toxorhina fuscolimbata
Toxorhina fuscolimbata är en tvåvingeart som beskrevs av Alexander 1967. Toxorhina fuscolimbata ingår i släktet Toxorhina och familjen småharkrankar. Inga underarter finns listade i Catalogue of Life.